# Andrés Guardado
Pour les articles homonymes, voir Guardado.
José Andrés Guardado Hernández, plus communément appelé Andrés Guardado, né le 28 septembre 1986 à Guadalajara (Mexique), est un ancien footballeur international mexicain qui évolue au poste de milieu relayeur. 
Pouvant évoluer au poste de milieu gauche ou d'arrière gauche, il joue actuellement avec l'équipe du Mexique et le Real Betis. Gaucher de naissance, il est connu grâce à sa vitesse impressionnante et à ses buts marqués sur des frappes lointaines.

## Biographie

### Atlas (1993-2007)
Sa carrière professionnelle commence le 20 août 2005 avec le club mexicain d'Atlas. Ce début en première division mexicaine survient alors qu'il rentre à la 76e minute de jeu comme remplaçant du brésilien Marcelo Macedo. L'entraineur de l'Atlas à l'époque était Daniel Guzman. Durant son passage en première division mexicaine les commentateurs sportifs le surnommeront : El Principito (Le Petit Prince) et El Zorro Plateado (Le Zorro d'argent).

### La Corogne (2007-2012)
Il signe en faveur de la Corogne le 26 août 2007. Son premier match se termine par une défaite du club par la marque de 3-0 contre l'Almeria. Il marquera son premier but lors de son troisième match.

### Valence CF (2012-2015)
Lors du mercato hivernal 2011-2012, le Valence CF et le Deportivo La Corogne trouvent un accord pour le joueur mexicain. Laissé libre de tout contrat en juin, c'est donc à cette période de l'année que l'international mexicain fera ses valises pour Mestalla. À la suite de la blessure de Jérémy Mathieu, et de mauvaises performances de l'ex-lyonnais Aly Cissokho, il est, comme l'a été Jordi Alba 3 ans auparavant, reconverti au poste d'arrière gauche par son entraîneur Mauricio Pellegrino, puis maintenu à ce poste par son successeur, Ernesto Valverde.

### PSV Eindhoven (2015-2017)
Guardado effectue deux bonnes années au sein du club néerlandais en marquant les esprits grâce à son charme et son talent[réf. nécessaire].

### Bétis Séville (2017-2024)
Annoncé du côté de la MLS, notamment à l'Atlanta United ou encore au Los Angeles FC, Andrés Guardado rejoint finalement le Betis Séville le 7 juillet 2017, pour un contrat de trois ans. Le transfert est estimé à 2,3 millions d'euros. Le mois suivant il est nommé vice-capitaine.
Il inscrit son premier but pour le Betis le 25 novembre 2017, lors d'une rencontre de Liga face au Girona CF. Il marque sur coup franc et les deux équipes se neutralisent (2-2),.
Le 3 décembre 2019, Guardado prolonge son contrat avec le Betis jusqu'en juin 2022.
En mars 2022, il prolonge jusqu'en 2023, puis jusqu'en 2024.
Il quitte le club en janvier 2024.

### Club Léon (2024)
Alors qu'il avait pourtant un contrat courant jusqu'en juin prochain, le club Sévillan du Real Betis a annoncé son départ après six ans et demi pour le club et décide de rentrer au pays où il évoluera au Club León.
Il annonce sa retraite en novembre 2024 après 19 ans dans le football professionnel.

### En équipe nationale (2005-2022)
Il a fait ses débuts internationaux en décembre 2005 contre l'équipe de Hongrie à la 69e minute. Avec seulement 6 parties joués avec El Tri, Ricardo La Volpe, entraîneur alors de l’équipe nationale mexicaine, décide que Guardado fera partie des joueurs qui représenteront le Mexique en Allemagne lors de la Coupe du monde. Il ne jouera que soixante-six minutes, en huitième de finale contre l'Argentine.
En 2011, il aide le Mexique à remporter la Gold Cup notamment en inscrivant trois buts, dont un en finale face aux États-Unis.
En mars 2014, lors d'un match amical face au Nigeria, il honore sa 100e sélection avec le Mexique, à l'âge de 27 ans.
Il remporte à nouveau la Gold Cup en 2015 en inscrivant 6 buts, dont un en finale face à la Jamaïque.
Guardado participe aux coupes du monde 2006, 2010, 2014, 2018 et 2022 avec l'équipe du Mexique.
Le 14 novembre 2022, il est sélectionné par Gerardo Martino pour participer à la Coupe du monde 2022.
Lors d'un match amical contre la Suède, il dépasse le record de sélection de Claudio Suárez, et devient le joueur mexicain le plus capé.
Le 16 mai 2023, il annonce officiellement la fin de sa carrière internationale après 178 sélections et 28 buts inscris, il est aujourd'hui, le septième joueur le plus capé toutes sélections nationales confondues hommes et le joueur le plus capé de sa sélection.

## Palmarès

### En club
Deportivo La Corogne
- Vainqueur de la Coupe Intertoto en 2008
- Vainqueur de la Liga Adelante en 2012

 Valence CF
- Vainqueur du Trophée Naranja en 2012 et 2013
- Vainqueur de l'Emirates Cup en 2014

 PSV Eindhoven
- Champion des Pays-Bas en 2015 et 2016

 Betis Séville
- Vainqueur de la Coupe d'Espagne en 2022

### En sélection
Mexique
- 3e de la Copa América en 2007
- Gold Cup :
  - Vainqueur en 2011, 2015 et 2019
  - Finaliste en 2007

### Distinctions individuelles
CF Atlas
- Meilleur débutant[18] du Tournoi d'ouverture du championnat du Mexique 2005
- Meilleur défenseur latéral du championnat du Mexique[19] 2006/2007
- Trophée du mérite sportif du club[20] en 2007

 Deportivo La Corogne
- Meilleure recrue du club[21] en 2008
- Meilleur espoir du club en 2008, 2009 et 2010
- Meilleur joueur du club en 2012
- Meilleur milieu offensif de la Liga Adelante[22] en 2012

 Mexique
- Meilleur joueur de la Gold Cup 2015

## Statistiques

### Statistiques détaillées
Le tableau ci-dessous récapitule les statistiques en match officiel d'Andrés Guardado :
| Saison                | Club                    | Championnat           | Championnat | Championnat | Championnat | Coupe(s) nationale(s) | Coupe(s) nationale(s) | Coupe(s) nationale(s) | Supercoupe | Supercoupe | Supercoupe | Compétition(s) continentale(s) | Compétition(s) continentale(s) | Compétition(s) continentale(s) | Compétition(s) continentale(s) | Liguilla | Liguilla | Liguilla | Mexique | Mexique | Mexique | Total | Total | Total |
| Saison                | Club                    | Division              | M.          | B.          | P.d.        | M.                    | B.                    | P.d.                  | M.         | B.         | P.d.       | Comp.                          | M.                             | B.                             | P.d.                           | M.       | B.       | P.d.     | M.      | B.      | P.d.    | M.    | B.    | P.d.  |
| 2005-2006             | CF Atlas                | Primera División      | 26          | 1           | 2           | -                     | -                     | -                     | -          | -          | -          | -                              | -                              | -                              | -                              | -        | -        | -        | 7       | 0       | 0       | 33    | 1     | 2     |
| 2006-2007             | CF Atlas                | Primera División      | 32          | 3           | 3           | -                     | -                     | -                     | -          | -          | -          | -                              | -                              | -                              | -                              | 6        | 2        | 2        | 16      | 3       | 4       | 54    | 8     | 9     |
| Sous-total            | Sous-total              | Sous-total            | 58          | 4           | 5           | -                     | -                     | -                     | -          | -          | -          | -                              | -                              | -                              | -                              | 6        | 2        | 2        | 23      | 3       | 4       | 87    | 9     | 11    |
| 2007-2008             | Deportivo La Corogne    | Liga                  | 26          | 5           | 5           | 1                     | 0                     | 0                     | -          | -          | -          | -                              | -                              | -                              | -                              | -        | -        | -        | 9       | 2       | 1       | 36    | 7     | 6     |
| 2008-2009             | Deportivo La Corogne    | Liga                  | 29          | 1           | 7           | 1                     | 0                     | 0                     | -          | -          | -          | C3                             | 8                              | 1                              | 2                              | -        | -        | -        | 9       | 1       | 2       | 47    | 3     | 11    |
| 2009-2010             | Deportivo La Corogne    | Liga                  | 26          | 3           | 5           | 1                     | 1                     | 0                     | -          | -          | -          | -                              | -                              | -                              | -                              | -        | -        | -        | 17      | 2       | 3       | 44    | 6     | 8     |
| 2010-2011             | Deportivo La Corogne    | Liga                  | 20          | 2           | 1           | -                     | -                     | -                     | -          | -          | -          | -                              | -                              | -                              | -                              | -        | -        | -        | 13      | 4       | 5       | 33    | 6     | 6     |
| 2011-2012             | Deportivo La Corogne    | Liga Adelante         | 36          | 11          | 14          | 1                     | 0                     | 1                     | -          | -          | -          | -                              | -                              | -                              | -                              | -        | -        | -        | 10      | 1       | 2       | 47    | 12    | 17    |
| Sous-total            | Sous-total              | Sous-total            | 134         | 24          | 32          | 4                     | 1                     | 1                     | -          | -          | -          | -                              | 8                              | 1                              | 2                              | -        | -        | -        | 58      | 10      | 13      | 204   | 36    | 48    |
| 2012-2013             | Valence CF              | Liga                  | 32          | 1           | 3           | 5                     | 0                     | 0                     | -          | -          | -          | C1                             | 7                              | 0                              | 1                              | -        | -        | -        | 15      | 1       | 4       | 59    | 2     | 8     |
| 2013- jan 2014        | Valence CF              | Liga                  | 16          | 0           | 0           | 3                     | 0                     | 0                     | -          | -          | -          | C3                             | 3                              | 0                              | 0                              | -        | -        | -        | 2       | 0       | 0       | 24    | 0     | 0     |
| Sous-total            | Sous-total              | Sous-total            | 48          | 1           | 3           | 8                     | 0                     | 0                     | -          | -          | -          | -                              | 10                             | 0                              | 1                              | -        | -        | -        | 17      | 1       | 4       | 83    | 2     | 8     |
| jan 2014-2014         | Bayer Leverkusen (prêt) | Bundesliga            | 4           | 0           | 0           | 1                     | 0                     | 0                     | -          | -          | -          | C1                             | 2                              | 0                              | 0                              | -        | -        | -        | 9       | 1       | 2       | 16    | 1     | 2     |
| Sous-total            | Sous-total              | Sous-total            | 4           | 0           | 0           | 1                     | 0                     | 0                     | -          | -          | -          | -                              | 2                              | 0                              | 0                              | -        | -        | -        | 9       | 1       | 2       | 16    | 1     | 2     |
| 2014-2015             | PSV Eindhoven (prêt)    | Eredivisie            | 28          | 1           | 0           | 1                     | 0                     | 0                     | -          | -          | -          | C3                             | 7                              | 0                              | 0                              | -        | -        | -        | 13      | 6       | 3       | 49    | 7     | 3     |
| 2015-2016             | PSV Eindhoven           | Eredivisie            | 25          | 1           | 9           | 1                     | 0                     | 0                     | 1          | 0          | 0          | C1                             | 7                              | 0                              | 1                              | -        | -        | -        | 11      | 3       | 1       | 45    | 4     | 11    |
| 2016-2017             | PSV Eindhoven           | Eredivisie            | 27          | 2           | 8           | 1                     | 0                     | 0                     | 1          | 0          | 0          | C1                             | 4                              | 0                              | 0                              | -        | -        | -        | 7       | 0       | 2       | 40    | 2     | 10    |
| Sous-total            | Sous-total              | Sous-total            | 80          | 4           | 17          | 18                    | 3                     | 0                     | 2          | 0          | 0          | -                              | 17                             | 0                              | 1                              | -        | -        | -        | 31      | 9       | 6       | 148   | 16    | 24    |
| 2017-2018             | Bétis Séville           | Liga                  | 29          | 2           | 8           | 1                     | 0                     | 0                     | -          | -          | -          | -                              | -                              | -                              | -                              | -        | -        | -        | 13      | 1       | 0       | 43    | 3     | 8     |
| 2018-2019             | Bétis Séville           | Liga                  | 31          | 0           | 4           | 6                     | 0                     | 0                     | -          | -          | -          | C3                             | 5                              | 0                              | 0                              | -        | -        | -        | 9       | 3       | 1       | 51    | 3     | 5     |
| 2019-2020             | Bétis Séville           | Liga                  | 28          | 0           | 3           | 2                     | 0                     | 0                     | -          | -          | -          | -                              | -                              | -                              | -                              | -        | -        | -        | 1       | 0       | 0       | 31    | 0     | 3     |
| 2020-2021             | Bétis Séville           | Liga                  | 24          | 1           | 0           | 3                     | 0                     | 0                     | -          | -          | -          | -                              | -                              | -                              | -                              | -        | -        | -        | 7       | 0       | 0       | 34    | 1     | 0     |
| 2021-2022             | Bétis Séville           | Liga                  | 28          | 0           | 1           | 3                     | 0                     | 0                     | -          | -          | -          | C3                             | 5                              | 1                              | 0                              | -        | -        | -        | 8       | 0       | 0       | 44    | 1     | 1     |
| 2022-2023             | Bétis Séville           | Liga                  | 26          | 1           | 0           | 1                     | 0                     | 0                     | -          | -          | -          | C3                             | 7                              | 0                              | 0                              | -        | -        | -        | 4       | 0       | 0       | 38    | 1     | 0     |
| 2023-2024             | Bétis Séville           | Liga                  | 12          | 0           | 0           | 2                     | 0                     | 0                     | -          | -          | -          | C3                             | 5                              | 0                              | 0                              | -        | -        | -        | -       | -       | -       | 19    | 0     | 0     |
| Sous-total            | Sous-total              | Sous-total            | 178         | 4           | 16          | 17                    | 0                     | 0                     | 1          | 0          | 0          | -                              | 22                             | 1                              | 0                              | -        | -        | -        | 42      | 4       | 1       | 260   | 9     | 17    |
| Total sur la carrière | Total sur la carrière   | Total sur la carrière | 499         | 38          | 78          | 29                    | 1                     | 1                     | 3          | 0          | 0          | -                              | 54                             | 2                              | 5                              | 6        | 2        | 2        | 180     | 28      | 30      | 771   | 71    | 116   |

### Buts internationaux
| Buts internationaux de Andrés Guardado | Buts internationaux de Andrés Guardado | Buts internationaux de Andrés Guardado                  | Buts internationaux de Andrés Guardado | Buts internationaux de Andrés Guardado | Buts internationaux de Andrés Guardado  | Buts internationaux de Andrés Guardado |
| No                                     | Date                                   | Lieu                                                    | Adversaire                             | Résultat                               | Compétition                             |                                        |
| -------------------------------------- | -------------------------------------- | ------------------------------------------------------- | -------------------------------------- | -------------------------------------- | --------------------------------------- | -------------------------------------- |
| 1                                      | 1er mars 2007                          | Qualcomm Stadium, San Diego, États-Unis                 | Venezuela                              | 3-1                                    | Match amical                            |                                        |
| 2                                      | 24 juin 2007                           | Soldier Field, Chicago, États-Unis                      | États-Unis                             | 1-2                                    | Gold Cup 2007                           |                                        |
| 3                                      | 14 juillet 2007                        | Estadio Olímpico, Caracas, Venezuela                    | Uruguay                                | 3-1                                    | Copa América 2007                       |                                        |
| 4                                      | 9 juin 2008                            | Soldier Field, Chicago, États-Unis                      | Pérou                                  | 4-0                                    | Match amical                            |                                        |
| 5                                      | 22 juin 2008                           | Estadio Universitario, San Nicolás, Mexique             | Belize                                 | 7-0                                    | Éliminatoires de la Coupe du monde 2010 |                                        |
| 6                                      | 7 septembre 2008                       | Stade Azteca, Mexico, Mexique                           | Jamaïque                               | 3-0                                    | Éliminatoires de la Coupe du monde 2010 |                                        |
| 7                                      | 6 septembre 2009                       | Stade Ricardo Saprissa, San José, Costa Rica            | Costa Rica                             | 3-0                                    | Éliminatoires de la Coupe du monde 2010 |                                        |
| 8                                      | 13 mai 2010                            | Reliant Stadium, Houston, États-Unis                    | Angola                                 | 1-0                                    | Matches amicaux                         |                                        |
| 9                                      | 26 mars 2011                           | O.co Coliseum, Oakland, États-Unis                      | Paraguay                               | 3-1                                    | Matches amicaux                         |                                        |
| 10                                     | 13 juin 2011                           | Soldier Field, Chicago, États-Unis                      | Costa Rica                             | 4-1                                    | Gold Cup 2011                           |                                        |
| 11                                     | 13 juin 2011                           | Soldier Field, Chicago, États-Unis                      | Costa Rica                             | 4-1                                    | Gold Cup 2011                           |                                        |
| 12                                     | 26 juin 2011                           | Rose Bowl, Pasadena, États-Unis                         | États-Unis                             | 4-2                                    | Gold Cup 2011                           |                                        |
| 13                                     | 4 septembre 2011                       | Stade Cornellà-El Prat, Barcelone, Espagne              | Chili                                  | 1-0                                    | Match amical                            |                                        |
| 14                                     | 13 octobre 2012                        | BBVA Compass Stadium, Houston, États-Unis               | Guyana                                 | 5-0                                    | Éliminatoires de la Coupe du monde 2014 |                                        |
| 15                                     | 23 juin 2014                           | Itaipava Arena Pernambuco, São Lourenço da Mata, Brésil | Croatie                                | 3-1                                    | Coupe du monde de football 2014         |                                        |

NB : Les scores sont affichés sans tenir compte du sens conventionnel en cas de match à l'extérieur (Mexique-Adversaire)